# Obléhání Eretrie
Obléhání Eretrie v roce 490 př. n. l. byl vojenský konflikt mezi perskou armádou pod velením Dátida a Artaferna a obyvateli řeckého města Eretria na ostrově Euboia. Obléhání bylo součástí řecko-perských válek.
Během iónského povstání poslali obyvatelé Eretrie a Athén na jeho podporu lodě a vojáky. Povstání však neuspělo a perský král Dareios I. se rozhodl těmto městům pomstít. Vyslal loďstvo v počtu 600 lodí pod velením Dátida a Artaferna, aby na ně zaútočilo a podmanilo si je. Cestou k Eretrii Peršané obsadili souostroví Kyklady. Samotná Eretrie vydržela obléhání pouze 6 dní, pak byla zrazena částí svých obyvatel. Město bylo vypleněno a obyvatelé vzati do otroctví.
Perské loďstvo se následně pokusilo zaútočit na Athény, ale bylo poraženo v bitvě u Marathónu. Zajaté obyvatele Eretrie odvezla ustupující armáda do Persie; byli předvedeni před Dareia, který je vyslal osídlit město v Baktrii.

## Předehra
V roce 500 př. n. l. se Perská říše – s pomocí iónských Řeků pod vedením Aristagora a části naxoských exulantů – pokusila obsadit ostrov Naxos. Útok však selhal, protože obyvatelé Naxosu byli předem varováni perským admirálem Megabatem, který se předtím s Aristagorem nepohodl. Neúspěch přirozeně dopadl na Aristagora, který byl jediným vysoce postaveným Řekem v perské výpravě. Ztráta přízně perského dvora ho následně vedla k vyvolání revolty iónských měst proti perské nadvládě.
Aby získal pro své povstání podporu, vydal se Aristagoras na pevninské Řecko. Jako první navštívil Spartu, kde však její král Kleomenés I. odmítl povstání materiálně podpořit. Následně se vydal do Athén a Eretrie, která se mu rozhodla pomoci dvaceti a pěti loděmi. Eretrijci a Athéňané se podíleli na iónském obléhání Sard, ale po opuštění města bylo iónské loďstvo poraženo v bitvě u Efezu. Tento debakl následně vedl ke stažení athénských a eretrijských posil z Malé Asie zpět domů. V roce 494 př. n. l. byli Iónové na hlavu poraženi v bitvě u Ladé a Aristagoras padl v boji proti Thrákům po útěku z Iónie do Thrákie.

## Přípravy a Kyklady

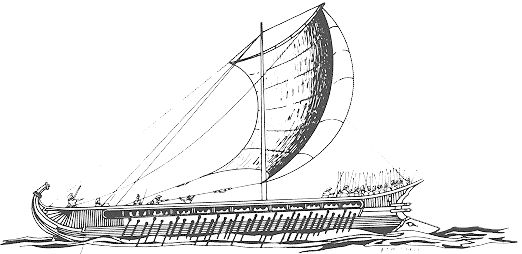
Triéra: hlavní typ lodě používané Řeky i Peršany

Dareios I. se chtěl Eretrii, Athénám a Naxu pomstít za pomoc, kterou poskytli vzbouřeným Iónům. Řeckou kampaň však musel odložit až do doby, než se mu podařilo potlačit náhlou revoltu v Thrákii a Makedonii. V roce 492 př. n. l. Dareios poslal svého zetě a zároveň synovce Mardonia na vojenskou výpravu, jejímž cílem bylo podmanit si severní Řecko a pak obsadit Eretrii a Athény. To by poskytlo Peršanům základnu, z níž by mohli zaútočit na Peloponés. Výprava však skončila katastrofou, když v bouři u poloostrova Athos přišla o většinu svých lodí. Armáda pod Mardoniovým vedením zvládla podmanit si Thrákii a z Makedonie udělat vazalský stát Perské říše. Thrácká kampaň však byla finančně náročná a Mardonios sám, ačkoli zvítězil, byl raněn v jednom z útoků a byl tak nucen vrátit se zpět do Asie.

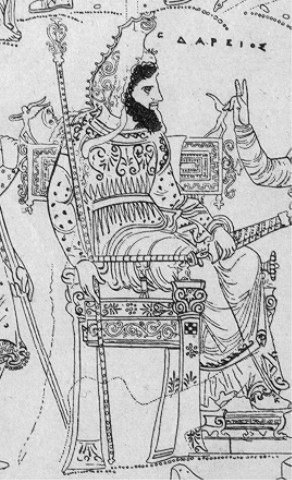
Perský velkokrál Dareios I. (v podání řeckého umělce)

Dareios vyslal do Řecka vyslance požadující „zem a vodu“, symbol kapitulace. Většina ostrovů se podřídila, zejména z důvodu perské dominance na moři. Podobně se rozhodl i větší počet městských států na Peloponésu, ale v Athénách byli vyslanci vhozeni do jámy. Podobnou „odpověď“ dostali i ve Spartě, kde skončili ve studni. Tak skončil podle Hérodota Dareiův poslední pokus podmanit si Řeky diplomatickou cestou.
V roce 490 př. n. l. vypravil Dareios flotilu 600 lodí a armádu o síle 20 až 60 000 mužů. Vojáci byli z Levanty, Persie, Médie, Sýrie, Arménie, Iónie a Kypru. Veliteli této vojenské síly byli médský admirál Dátis a Dareiův synovec Artafernes, jehož otec sponzoroval útok na Naxos před deseti lety. Části loďstva velel Hippias, bývalý athénský tyran, který byl v roce 508 př. n. l. svržen a vyhnán z města. Hippiovi byl – jako odměna za spolupráci a podporu poskytnutou Peršanům – slíben guvernérský post athénské oblastí. Flotila, která se skládala zejména z fénických a iónských lodí, se setkala s armádou v Kilíkii a odtud se plavila na Samos. Odtud pokračovala do Ikarie a následně – tentokrát úspěšně – zaútočila na Naxos.
Po dobytí Naxosu se Peršané plavili z ostrova na ostrov, kde dělali vojenské odvody pro svou armádu. Brzy dosáhli Euboie a požadovali vojáky od města Carystus. Město však podporu Peršanům odmítlo, protože nechtělo být zataženo do vojenské kampaně proti svým sousedům – Eretrii a Athénám. Krátké obléhání však donutilo obyvatele se podrobit a poskytnout vojáky do rostoucí perské armády. Další „zastávkou“ na cestě byla Eretria.

## Obléhání Eretrie

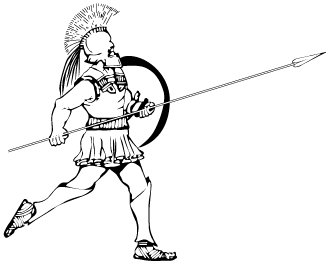
Hoplít byl těžkou pěchotou Řeků a hlavním typem vojáka.

Když Eretrijci zjistili, že k nim míří perská flotila, obrátili se se žádostí o vojáky na Athény. Athénská vláda ochotně poslala 4 000 mužů z Chalkidy, která také ležela na ostrově Euboia. Když však Athéňané předstoupili před vládce Eretrie Aischinea, ten jim řekl, aby se vrátili domů – nechtěl, aby byli zničeni spolu s městem. Athéňané uposlechli jeho radu, odpluli do Oropusu, a tak se zachránili.
Mezitím se obyvatelé Eretrie rozdělili na 3 skupiny: první se chtěla vzdát Peršanům, druhá uprchnout do hor a třetí chtěla bojovat. Když se Peršané vylodili v oblasti, Eretrijci se nakonec rozhodli pro boj. Jejich strategií bylo bránit hradby; nechtěli se s Peršany setkat na moři nebo v otevřeném boji. Perská armáda město obklíčila a zahájila útok. Boj byl zuřivý a obě strany utrpěly těžké ztráty. Po šesti dnech tvrdých střetů dva významní obyvatelé, Euforbos a Filagrus, otevřeli dobyvatelům brány města. Jakmile se Peršané dostali do města, začali rabovat a podpalovat chrámy a svatyně, jako odvetu za vypálení svatyň v Sardách. Všichni obyvatelé byli vzati do otroctví, tak jak to přikázal Dareios.

## Dozvuky

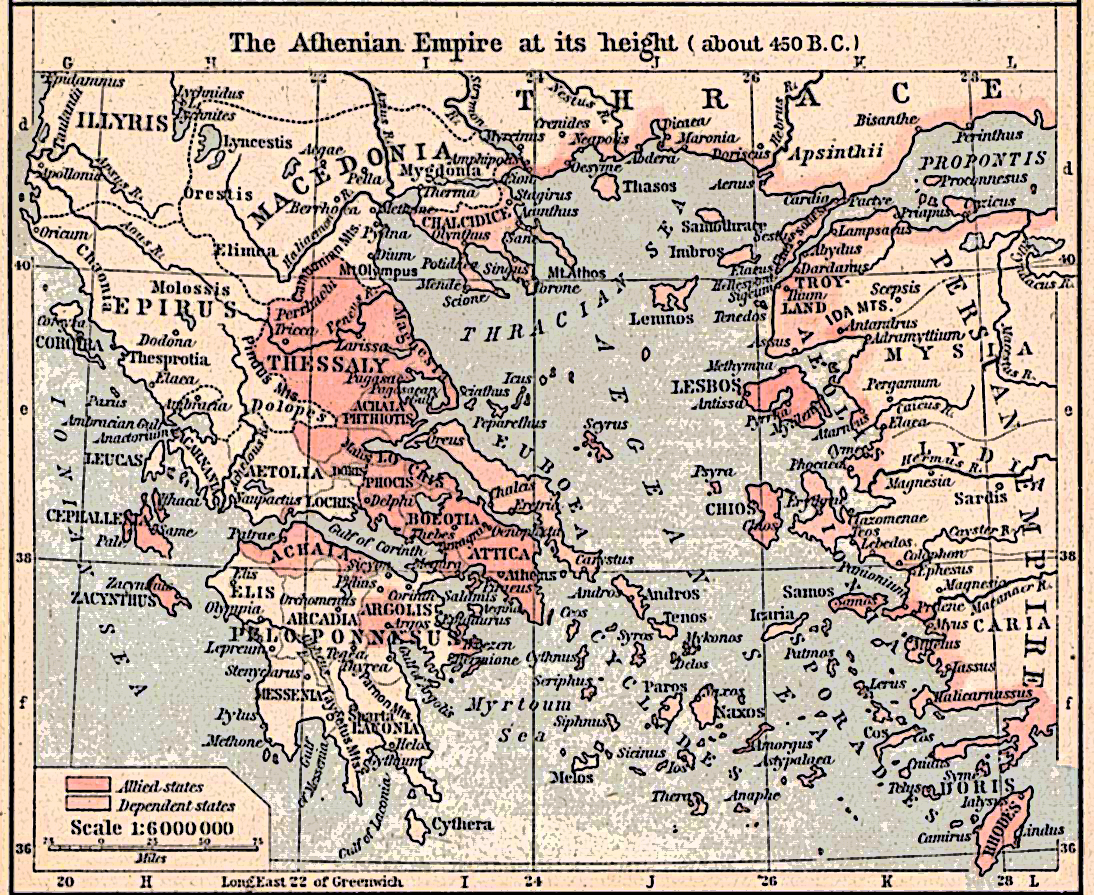
Athénský námořní spolek a Eretria

Peršané zůstali v Eretrii dalších šest dní. Pak naložili zajatce na lodě a vysadili je na ostrově Aigilia. Následně se odpluli k Marathónu v Attice, jak jim to poradil Hippias – odtud plánovali útok na Athény. Když se Athéňané o jejich plánech dozvěděli, vytáhli se svou armádou v počtu 10 000 mužů a 1 000 platajských spojenců k přímému střetu s Peršany u Marathónu a v následné bitvě je porazili. Ustupující perská armáda utekla na své lodě, naložila Eretrijce a plavila se kolem mysu Sunion v pokusu vylodit se v blízkosti Athén dříve, než se stihne jejich armáda vrátit do města. Když však dosáhli přístavu Faleron, viděli, jak aténská armáda táhne zpět k městu, což je přimělo přehodnotit svůj úmysl a vrátit se zpět do Malé Asie.